# Knut Oscar Broady
Knut Oscar Broady, född Brundin 28 maj 1832 i Uppsala, död 13 mars 1922 i Stockholm, var en svensk militär, baptistpastor och den första rektorn för Betelseminariet.

## Livsbana
K.O. Broady emigrerade, efter någon tids tjänst som underofficer vid flottan, 1854 (1847 enligt en annan källa) till USA. Han lät döpa sig i Tabernacle Church i New York och anslöt sig 1855 till baptistsamfundet och studerade vid Madison university (nuvarande Colgate University) i Hamilton, i staten New York och tog examen (bachelor's degree) 1861.
Såsom kapten, överste och slutligen brigadchef (1864) i general Grants armé, deltog han i Amerikanska inbördeskriget. Han deltog bland annat i Slaget vid Gettysburg och han sårades två gånger.
Efter att i två år ha varit pastor och föreståndare för en baptistförsamling, återvände Broady, på kallelse av det stora baptistmissionssällskapet i Boston, 1866 till Sverige och trädde i spetsen för det i Stockholm öppnade Betelseminariet. Broady var seminariets förste rektor och kom att ha den positionen till 1906 (1916 enligt en annan källa). Broady var sedan stiftandet 1881 ordförande i "Föreningen Betelseminariet", i Stockholms missionsförening (sedan 1866), samt i Svenska baptistmissionens förvaltningskommitté. Under 20 år predikade han i Stockholm varje söndag och deltog 1876-1886 livligt i den nykterhetsrörelse som utgick från Hoppets här. Även på resor i Sveriges gjorde han sig känd som en framstående talare. 1880 var han en av de svenska delegaterna vid söndagsskolans hundraårsjubileum i England.
Vid Madison-universitetet promoverades han 1877 till teologie doktor (D.D.) och 1915 till juris doktor (LL.D.).

## Lärofrågor
Broady var en omtyckt lärare och predikant som hade stor betydelse för det då unga Baptistsamfundet. Som rektor för pastorsutbildningen hade Broady stor inverkan på den tidiga baptiströrelsens teologi.
Till Sverige hade baptismen kommit 1848 med ett ursprung i kontinental baptism och svensk lutherdom. Genom Broady och i viss mån genom Anders Wiberg, kom inflytande från den ofta mer reformerta amerikanska baptismen. Broady publicerade inte mycket, så det är svårt att göra en bedömning av det teologiska innehållet i hans lära. Det förekommer dock anklagelser om villomeningar, vilket skulle röra sig om följande:
- Han skall ha varit otydlig gällande existensen av änglar: "änglarna, utropade översten, vilka äro de? De äro Guds ord! Guds ord, som komma till människorna med vederkvickelse och tröst."[11]

- I eskatologin skall han ej ha "trott på en personlig Jesu Kristi andra tillkommelse".[12]

- John Wahlborg, baptistpastor och student under Broady, menar att Broady kanske hade lite underliga tolkningar om Bibelställen som rör Jesu återkomst, men att trots dessa tolkningar "så är ju i och med den samma ingalunda läran om en Jesu Kristi bokstavliga och andra tillkommelse ingalunda förnekad".[11]

John Wahlborg konstaterar att "En osläcklig kärlek till Gudsordet och en orygglig tillit till dess frälsningskraft voro de drag, som kännetecknade Broadys skrifttolkningar. Det ges uppfattningar av vissa bibelns framställningar, vilka skulle kunna kallas speciellt broadyanska, men det är anmärkningsvärt, att dessa endast i mycket ringa grad vunnit burskap bland de från seminariet utgångna församlingslärarne."

## Eftermäle
Knut Oscar Broadys liv har, i romanform, skildrats av författaren Ola Larsmo i boken Översten, utgiven 2020.